# بيان البلوشية
بيان يوسف محمد عبد الله البلوشية (28 فبراير 1992م )؛ مذيعة ومقدمة برامج عمانية. بيان من مواليد ولاية صحار في محافظة شمال الباطنة من سلطنة عمان. وهي حاصلة على بكالوريوس في أمن المعلومات من جامعة التقنية والعلوم التطبيقية بصحار -عرفت سابقاً بكلية العلوم التقنية في صحار- . 

## مشوارها المهني

### البداية
بدأت بيان في مشوار التقديم منذ الطفولة، فقدمت إذاعة طابور الصباح والحفلات الوطنية بالمدرسة، كما شاركت في عدة فعاليات على مستوى المحافظة. انضمت بيان لجماعة الأعلام في سنتها التأسيسية في كلية العلوم التطبيقية في صحار عام 2010م وتخرجت وهي رئيسة لجماعة الإعلام بالكلية. تمكنت بيان بسبب ارتباطها بجماعة الإعلام من تقديم العديد من الفعاليات داخل وخارج الكلية والكليات التقنية الأخرى.

### تلفزيون سلطنة عمان
انضمت بيان لتلفزيون سلطنة عمان بعد أن اجتازت اختبار لجنة اختيار المذيعين بالهيئة العامة للإذاعة والتلفزيون. كنات اطلالتها الأولى على الشاشة في 11 يناير 2016 م من خلال برنامج قهوة الصباح. كما قدمت بيان برنامج «من عمان»  وبرنامج مساء المهرجان عام 2016، حيث يرصد البرنامج فعاليات مهرجان صلالة السياحي. 

## الجوائز
- المركز الثاني - مسابقة المذيع الجامعي - جامعة صحار - الملتقى الإعلامي الأول
- المركز الثالث - مسابقة مذيع الكلية
- أفضل برنامج إذاعي باللغة العربية عن برنامج «صوت الشباب» - الملتقى الطلابي الخامس عشر لكليات العلوم التطبيقية[1]

## وصلات خارجية
- حساب بيان البلوشية على التويتر.
- حساب بيان البلوشية على الإنستغرام.